# Давитая, Силован Акакиевич
Силован Акакиевич Давитая (род. 1927 год, село Ахалсопели, Сенакский район, ССР Грузия) — звеньевой колхоза имени Сталина Ахалсопельского сельсовета Цхакаевского района, Грузинская ССР. Герой Социалистического Труда (1948).

## Биография
Родился в 1927 году в крестьянской семье в селе Ахалсопели Сенакского района (сегодня — Сенакский муниципалитет). После окончания местной сельской школы трудился рядовым колхозником в колхозе имени Сталина Цхакаевского района. В послевоенные годы возглавлял полеводческое звено.
В 1947 году звено под его руководством собрало в среднем с каждого гектара по 80,8 центнера кукурузы на участке площадью 4,1 гектара. Указом Президиума Верховного Совета СССР от 21 февраля 1948 года удостоен звания Героя Социалистического Труда за «получение высоких урожаев кукурузы и пшеницы в 1947 году» с вручением ордена Ленина и золотой медали «Серп и Молот» (№ 862).
Этим же Указом званием Героя Социалистического Труда были награждены труженики колхоза имени Сталина бригадир Илларион Петрович Ткебучава и звеньевой Валериан Артемьевич Бахтадзе.
В последующем возглавлял полеводческую бригаду в этом же колхозе.
Проживал в родном селе Ахалсопели Цхакаевского района.